# 하지불안 증후군
하지불안 증후군(Restless legs syndrome, RLS)은 때때로 다리를 움직이고자 하는 거부할 수 없는 강렬한 충동을 동반하기도 하고, 고통 등을 동반하기도 하는 수면 장애이다.

## 같이 보기
- 주기성 사지운동장애